# San Salvador (Bahamy)

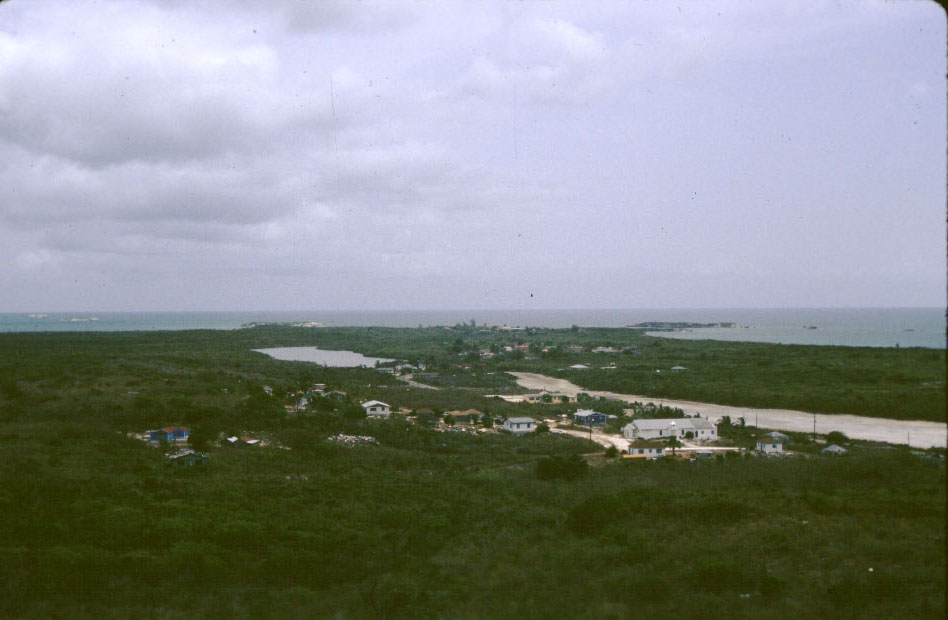
Pohled na severní část ostrova

San Salvador je ostrov v Bahamském společenství. Je znám jako místo, kde 12. října 1492 poprvé Kryštof Kolumbus přistál na americkém kontinentu.
Ostrov má rozlohu 163 km² a žije na něm okolo tisíce obyvatel. Tvoří jeden z dvaatřiceti distriktů Baham, správním centrem je Cockburn Town. Reliéf ostrova je plochý, vnitrozemí vyplňuje řada jezer se slanou i sladkou vodou. Sídlí zde biologická výzkumná stanice Gerace Research Centre. Množství pláží láká na San Salvador turisty, ostrov má vlastní letiště, které využívá pravidelná linka z Letiště Fort Lauderdale-Hollywood.
Ostrov se původně jmenoval Watling Island podle anglického bukanýra Johna Watlinga, který zde měl v 17. století svou základnu. V roce 1925 komise historiků prohlásila, že jde s největší pravděpodobností o místo, které Kolumbus ve svém deníku nazývá San Salvador, proto dostal ostrov oficiálně toto pojmenování. Kolumbus připlul pochopitelně od východu, ale korálové útesy mu neumožnily přistát na východním pobřeží, proto obeplul severní výběžek ostrova a vylodil se na místě známém jako Riding Rock, kde dnes stojí kamenný kříž. Domorodí Taínové ostrovu říkali Guanahani, Kolumbus jej pojmenoval San Salvador (španělsky Svatý Spasitel). Některé teorie však ztotožňují Guanahani s ostrovy Samana Cay, Cat Island nebo Grand Turk.